# Vladimir Kravtsov

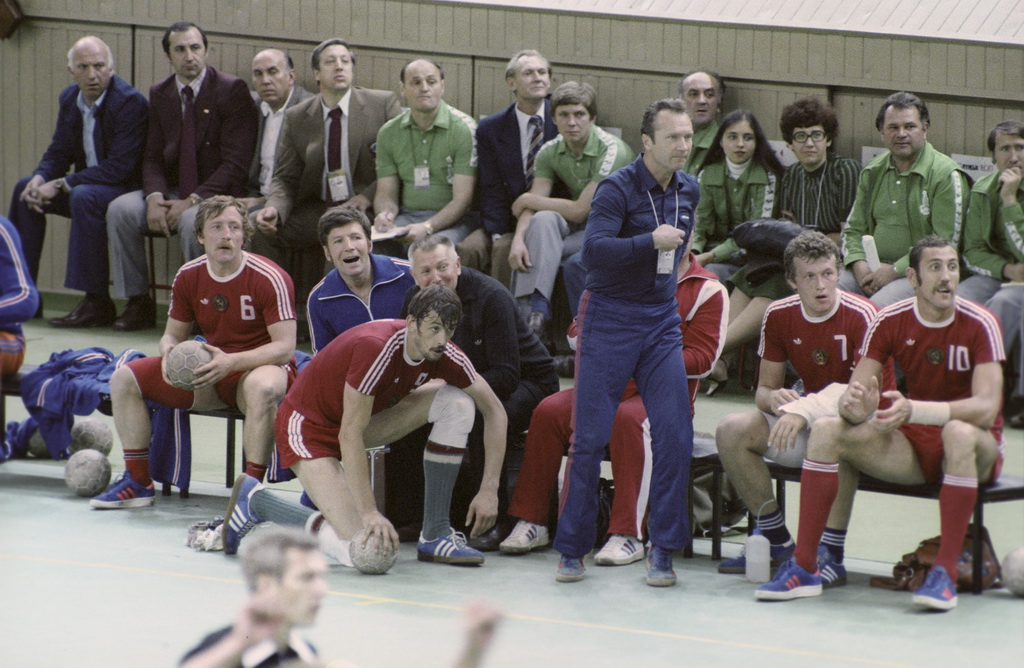
“URSS vs. Romênia”. Jogos Olímpicos de 1980

Vladimir Nikolaevich Kravtsov (em russo: Владимир Николаевич Кравцов: Alytus, 19 de outubro de 1949) é um ex-handebolista soviético, campeão olímpico.
Vladimir Kravtsov fez parte do elenco campeão olímpico de handebol nas Olimpíadas de Montreal de 1976, e prata em Moscou 1980, atuando em 10 jogos, com 25 gols.